# Championnat d'Italie de rugby à XV 1952-1953
Navigation
Serie A 1951-1952 Serie A 1953-1954
Le Championnat d'Italie de rugby à XV 1952-1953 oppose les dix meilleures équipes italiennes de rugby à XV. Le championnat débute en 1952 et se termine en 1953. Le tournoi se déroule sous la forme d'un championnat unique en matchs aller-retour. Le club de Trévise découvre l'élite avec l'aide d'un sponsor, l'entreprise de mécanique Garbuio basée en Vénétie.
Rovigo remporte son 3e titre après un match de barrage contre le Rugby Parme.

## Équipes participantes
Les dix équipes sont les suivantes :
| - L'Aquila - Rugby Parme - Amatori Milan - Petrarca Padoue - Rugby Milano | - Rugby Brescia - Rugby Rovigo - Trévise Garbuio - Rugby Rome - Partenope |

## Résultats
| Rang | Club                | J  | V  | N | D  | Pm  | Pe  | Diff | Pts |
| ---- | ------------------- | -- | -- | - | -- | --- | --- | ---- | --- |
| 1    | Rugby Rovigo (T)    | 18 | 13 | 2 | 3  | 179 | 43  | +136 | 28  |
| 2    | Rugby Parma         | 18 | 13 | 2 | 3  | 165 | 66  | +99  | 28  |
| 3    | Rugby Milano        | 18 | 12 | 2 | 4  | 127 | 60  | +67  | 26  |
| 4    | Rugby Rome          | 18 | 10 | 4 | 4  | 104 | 56  | +48  | 24  |
| 5    | Petrarca Padoue     | 18 | 8  | 3 | 7  | 86  | 90  | -4   | 19  |
| 6    | Rugby Brescia       | 18 | 5  | 5 | 8  | 86  | 79  | +7   | 15  |
| 7    | Amatori Rugby Milan | 18 | 4  | 3 | 11 | 77  | 127 | -50  | 11  |
| 8    | L'Aquila Rugby      | 18 | 4  | 3 | 11 | 70  | 152 | -82  | 11  |
| 9    | Trévise Garbuio     | 18 | 4  | 3 | 11 | 50  | 140 | -90  | 11  |
| 10   | Partenope           | 18 | 2  | 3 | 13 | 47  | 178 | -131 | 7   |

|  | Vainqueur (no 1)         |
|  | Relégué (no 10)          |
|  | T : tenant du titre 1952 |

Attribution des points :  victoire : 2, match nul : 1, défaite : 0.

## Barrage
| 1953 | Rugby Rovigo | 8 – 6 | Rugby Parme | Bologne |
| 1953 |              |       |             | Bologne |
| 1953 |              |       |             | Bologne |

## Vainqueur
| Entraîneur |                        |                                                        |
| Avants     | Pilier                 |                                                        |
| Avants     | Talonneur              | Capitanio                                              |
| Avants     | Deuxième ligne         | Santopadre, Zanardi, F. Battaglini, Salustri, Scipioni |
| Avants     | Troisième ligne aile   | Camuffo                                                |
| Avants     | Troisième ligne centre | Bobisse                                                |
| Arrières   | Demi de mêlée          | Giu. Zuin                                              |
| Arrières   | Demi d'ouverture       | G. Navarrini, Fiocco                                   |
| Arrières   | Centre                 | G. Cecchetto, V. Borsetto                              |
| Arrières   | Ailier                 | Guandalini                                             |
| Arrières   | Arrière                | M. Battaglini (it), Vicariotto, M. Baratella           |